# Schlossgarten (Karlsruhe)

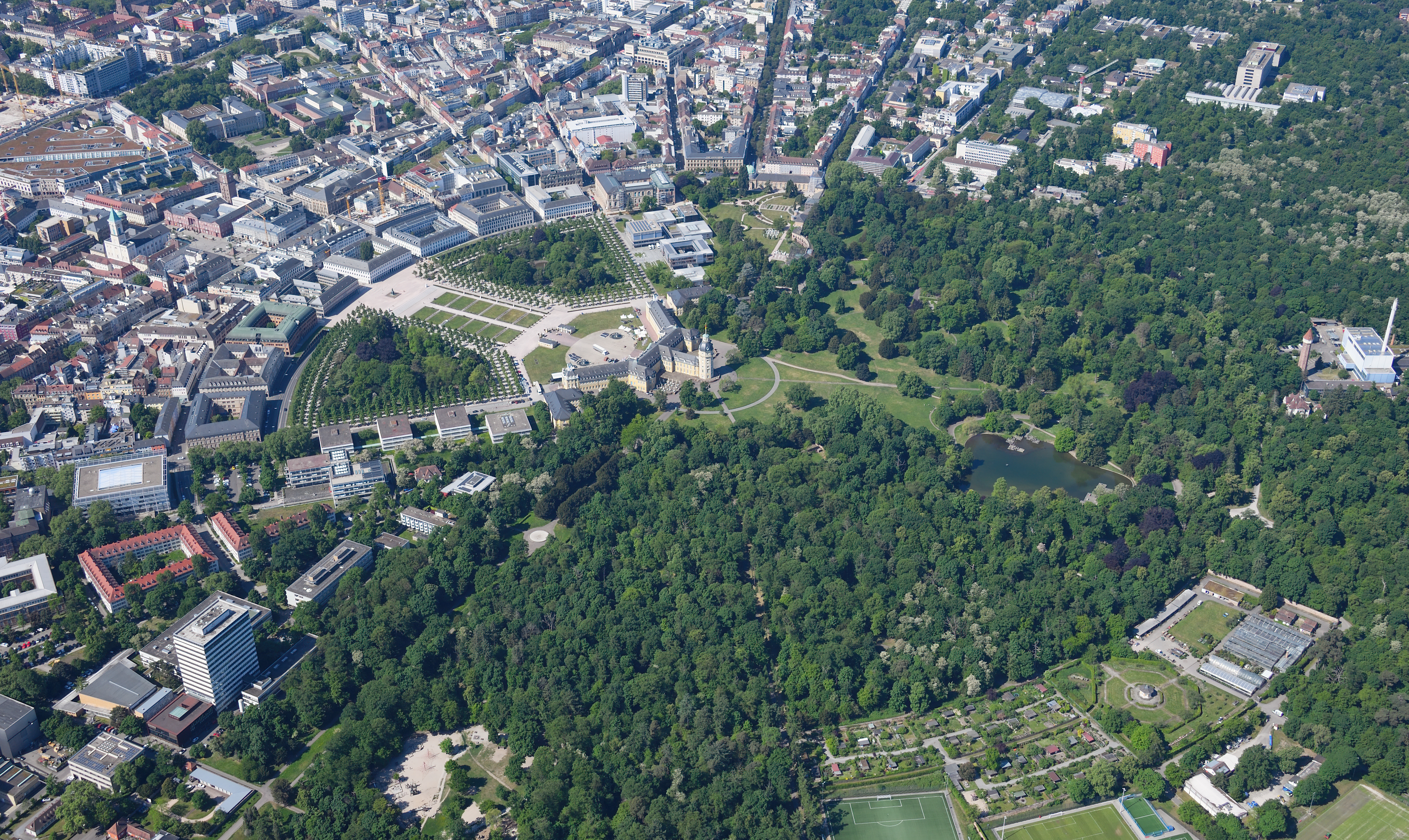
Luftbild des Schlossgartens

Der Karlsruher Schlossgarten, auch Schlosspark genannt, ist ein nördlich des Schlosses gelegener Landschaftspark im Zentrum von Karlsruhe. Er stellt eine Erweiterung des Schlossgeländes nach Norden dar, dient der Bevölkerung als Naherholungsgebiet und wird regelmäßig für Veranstaltungen genutzt.

## Lage

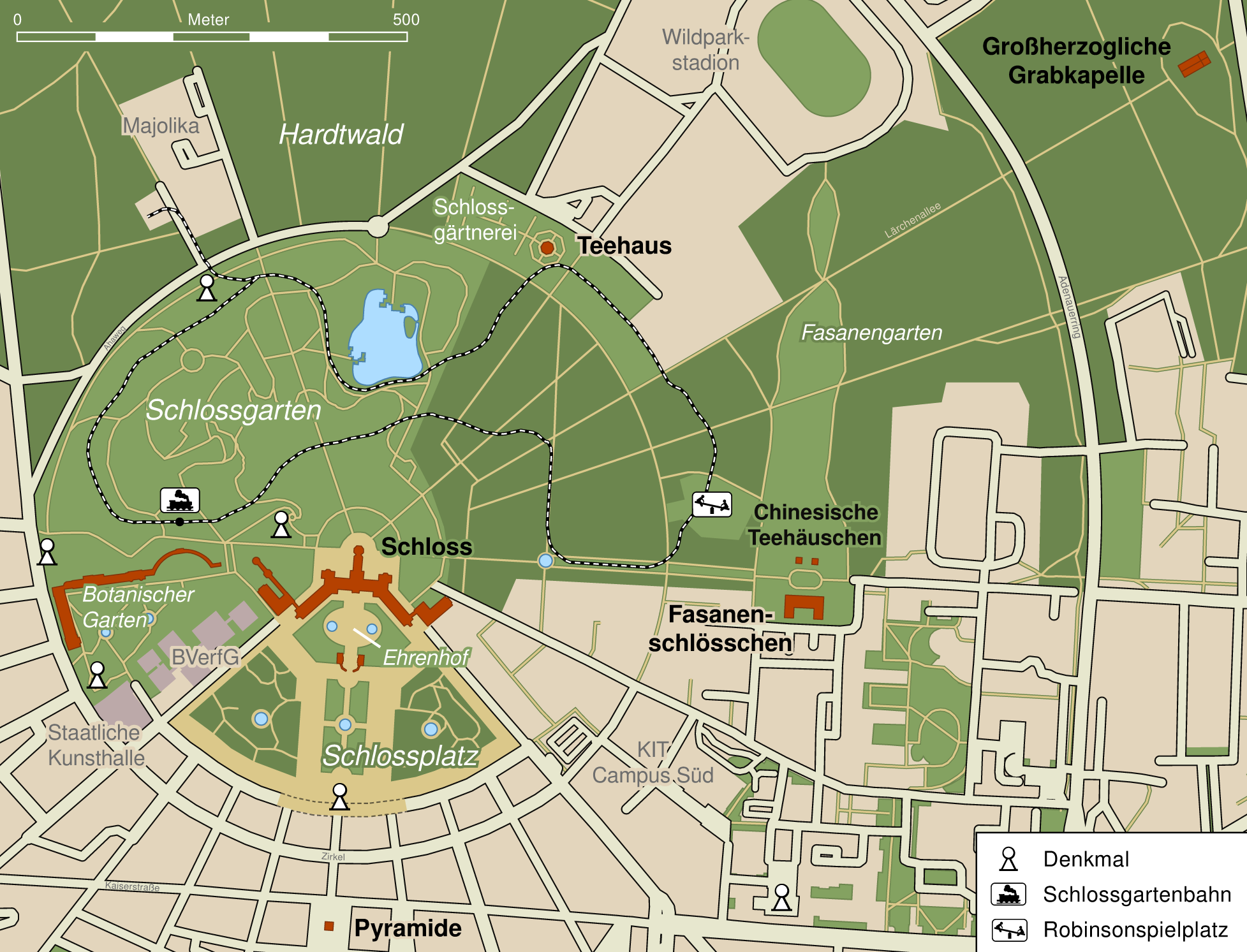
Lage des Schlossgartens in der Karlsruher Innenstadt

Der Schlossgarten liegt beim Mittelpunkt des strahlenförmigen Karlsruher Stadtgrundrisses an der Nordseite des Schlosses auf ehemaligem Gebiet des Hardtwaldes, der sich nördlich an den Garten anschließt. Er ist Teil des Landschaftsschutzgebiets (LSG) Nördliche Hardt, das bis an die Stadtgrenze reicht und im benachbarten Landkreis Karlsruhe ins LSG Hardtwald nördlich von Karlsruhe übergeht. Damit beginnt unmittelbar beim Karlsruher Stadtzentrum ein 15 Kilometer langes geschütztes Park- und Waldgebiet, das zusätzlich als FFH-Gebiet Hardtwald zwischen Graben und Karlsruhe ausgewiesen ist. Davon gehören ca. 500 Meter zum Schlossgarten.

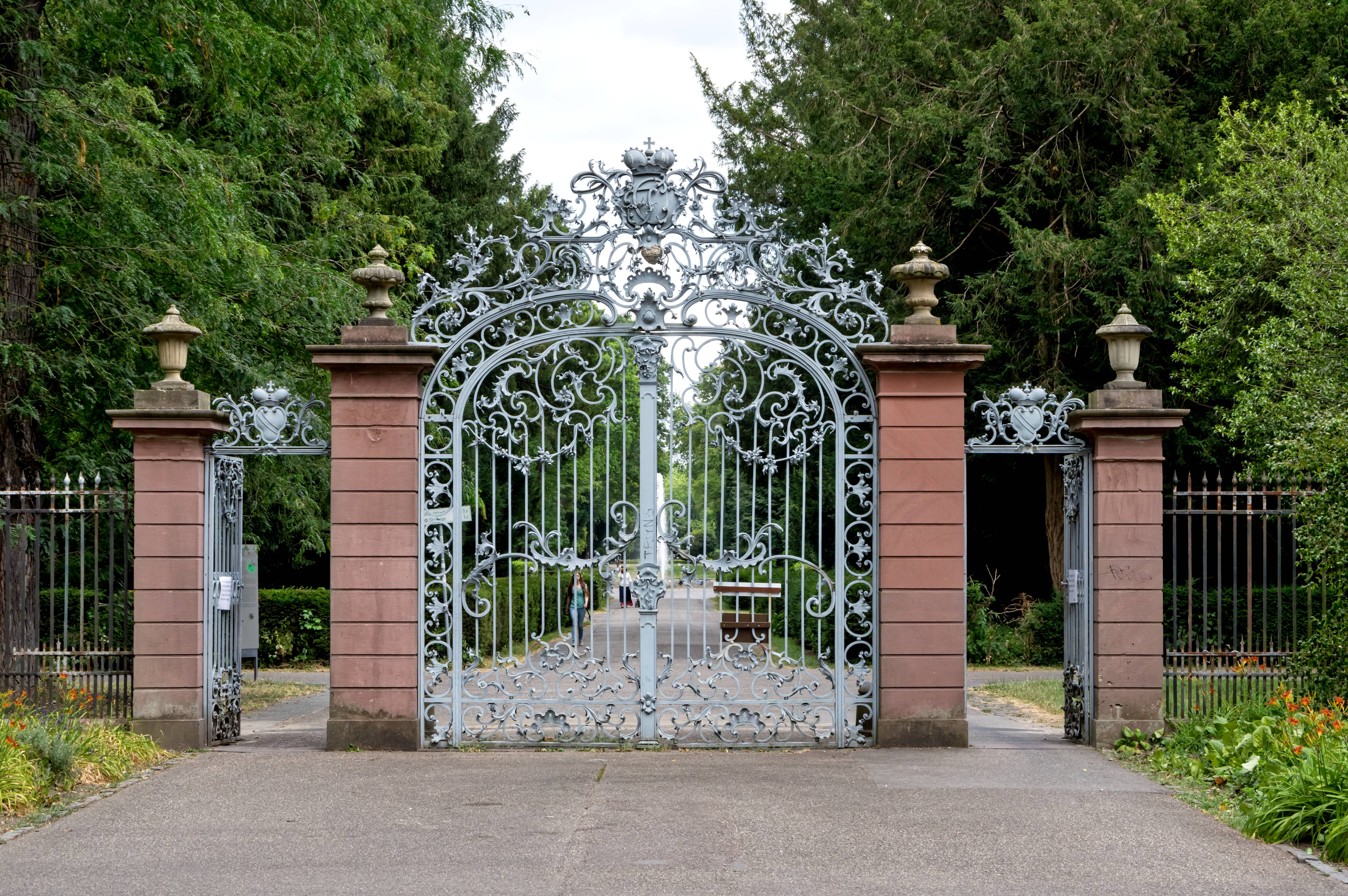
Das Hirschtor an der Ostseite des Parks

Der Schlossgarten wird durch eine Steinmauer beziehungsweise Aha begrenzt. Im Süden grenzt der Garten an das Schloss, im Südwesten an den Botanischen Garten. Im Westen und Norden besitzt der Schlossgarten eine kreisförmige Grenze zum Ahaweg. Die östliche Begrenzung verläuft gerade in Verlängerung der Friedrichstaler Allee sowie auf dem südlichen Abschnitt kreisförmig um das Schloss. Östlich des Schlossgartens liegt der Fasanengarten.
Im Schlossgarten findet sich die typische Fächergestalt Karlsruhes wieder. Die Richard-Willstätter-Allee, die Blankenlocher Allee, der Blaue Strahl sowie die Moltkestraße (früher Mühlburger Allee) führen als Strahlen vom Schlossturm durch den Schlossgarten. Weitere Strahlen beginnen außerhalb des Gartens. In unmittelbarer Nähe des Schlossgartens befinden sich der Campus Süd des Karlsruher Instituts für Technologie und der Baumgarten-Bau, der Dienstsitz des Bundesverfassungsgerichts.

## Geschichte
Die Anlegung des Schlossgartens geht auf Markgraf Karl Wilhelm zurück, der Karlsruhe 1715 gründete. Zunächst wurde, ungewöhnlich für das 18. Jahrhundert, nicht hinter, sondern vor dem Schloss ein Barockgarten angelegt. Auf dem heutigen Schlossplatz wurden exotische Pflanzen, vor allem Tulpen, angepflanzt. Von 1731 bis 1746 legte der Hofgärtner Christian Thran den heutigen Schlossgarten im französischen Barockstil hinter dem Schloss an.
Der Nachfolger von Karl Wilhelm, sein Enkel Großherzog Karl Friedrich, übernahm 1746 die Regierung und ließ Bereiche des Gartens durch die Hofgärtner Johann Bernhard Saul und Philipp Ludwig Müller umgestalten. Zwischen 1767 und 1773 wurde der westliche Teil als Chinesischer Garten angelegt, dessen Zentrum ein Gartenhaus bildete. Von einer Terrasse blickte man auf ein künstlich angelegtes Tal. Das Tal sowie eine Höhle sind von der Anlagen erhalten und grenzen an die Orangerie.

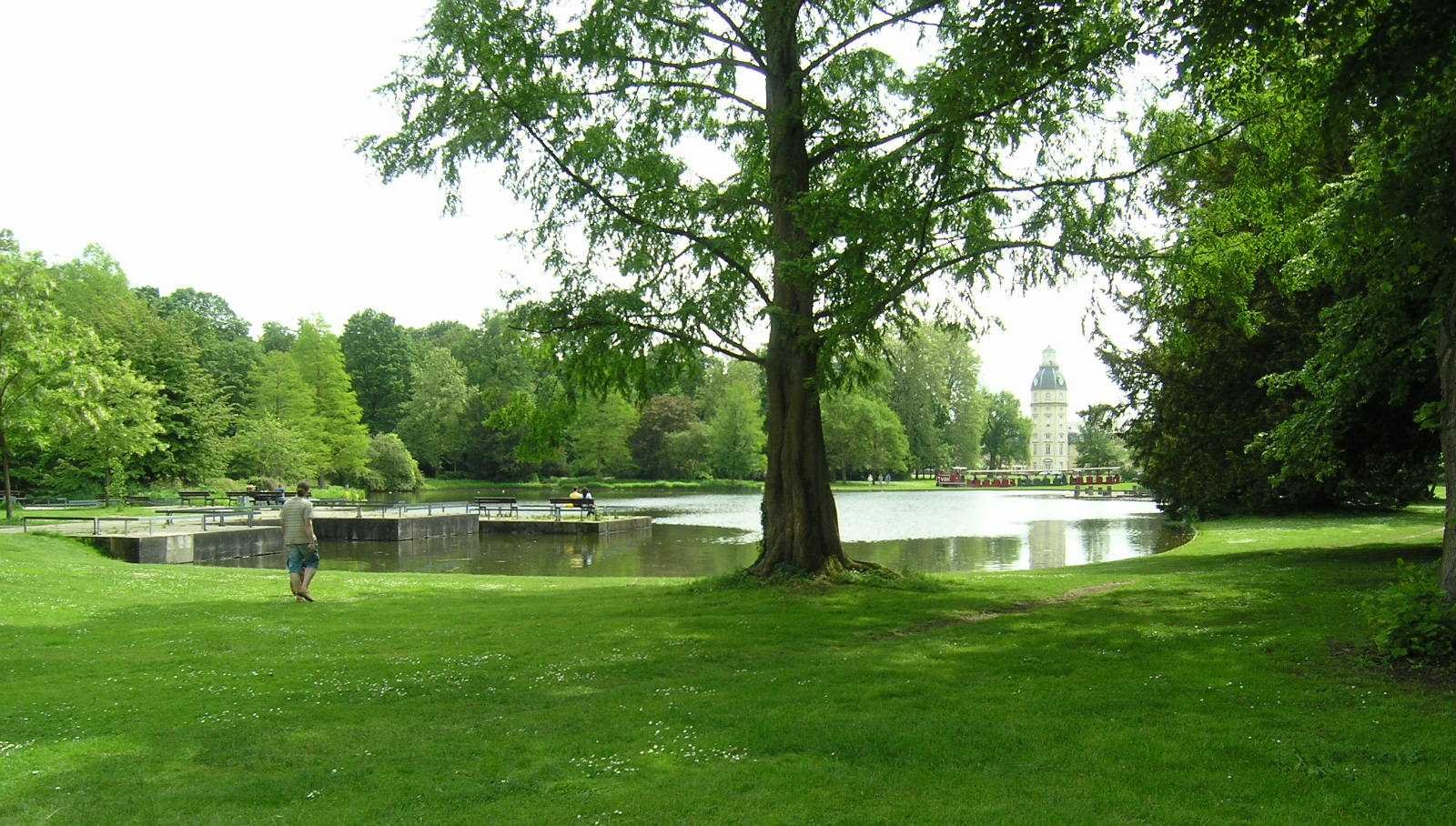
Schlossgartensee

Ab 1787 übernahm Friedrich Schweickardt die Umgestaltung des Schlossgartens zum englischen Landschaftsgarten. Im Jahr 1789 wurde eine Hofschreinerei im Schlossgarten eingerichtet. Ende des 18. Jahrhunderts war der Garten zeitweise für die Bürger geöffnet, allerdings galten einige Regelungen. So war es etwa auf den Promenaden verboten, Tabak zu rauchen sowie Schweine und Gänse frei umherlaufen zu lassen.
Ab 1808 wurde der Botanische Garten angelegt. Im Jahr 1856 begann eine Umgestaltung des hinteren Schlossgartens durch den Hofgärtner Karl Mayer, zwischen 1864 und 1873 entstand der Schlossgartensee. 1884 wurde der Weinbrenner-Tempel vom Erbprinzengarten in den nordwestlichen Bereich des Schlossgartens verlegt.

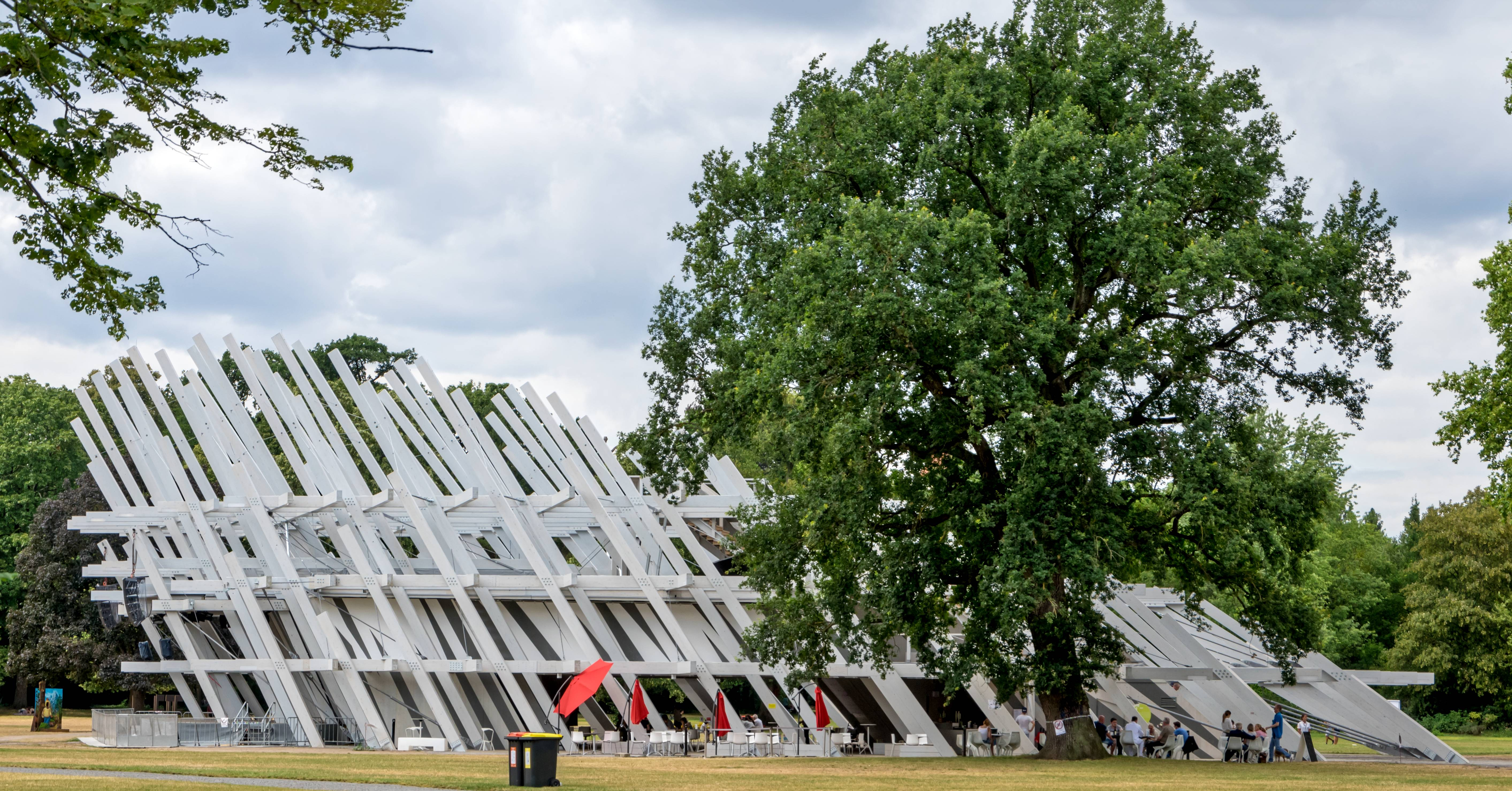
Pavillon zum 300-jährigen Stadtjubiläum

Anlässlich der Bundesgartenschau 1967 wurde der Schlossgarten im Stil eines englischen Landschaftsparks erneuert und weiterentwickelt. Dabei wurde auch der Schlossgartensee umgestaltet und die Schlossgartenbahn in Betrieb genommen. Ursprünglich war vorgesehen, die Bahn nur während der Bundesgartenschau zu betreiben, allerdings ist sie anschließend nicht wieder demontiert worden.
2001 wurde ein Band aus 1645 blauen Majolika-Fliesen vom Schlossturm zur am nordwestlichen Rand des Schlossgartens gelegenen Majolika-Manufaktur, anlässlich des 100-jährigen Bestehens der Manufaktur, angelegt.
Im Jahr 2015 fanden im Rahmen des 300-jährigen Stadtgeburtstags viele Veranstaltungen im Schlossgarten statt. Hierfür wurde ein von Jürgen Mayer H. gestalteter Holz-Pavillon als temporärer Bau errichtet.

## Gestaltung

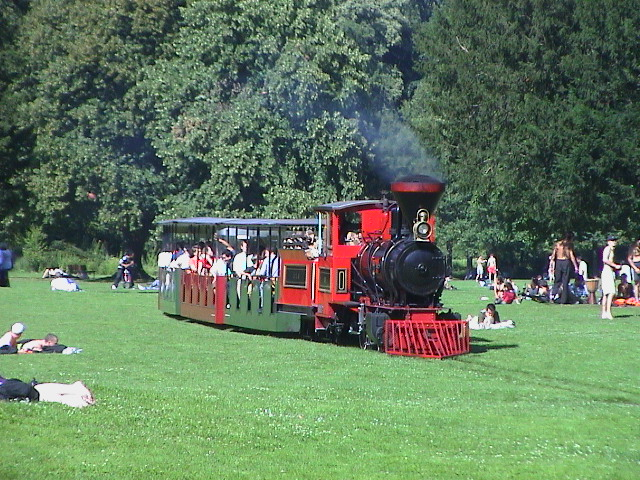
Schlossgartenbahn

Der große Teil des Schlossgartens ist als englischer Landschaftsgarten angelegt. Es finden sich große Wiesenflächen und zahlreiche Baumgruppen, ein See sowie eine 2,7 Kilometer lange Schlossgartenbahn. Die Parkanlage ist ein Kulturdenkmal gemäß der Übergangsregelung in § 28 des baden-württembergischen Denkmalschutzgesetzes und beherbergt weitere geschützte Einzeldenkmale:
- Johann-Peter-Hebel-Denkmal (1835), Büste von Fridolin Fechtig, neugotische Gusseisen-Architektur von Karl Joseph Berckmüller
- Hermann- und Dorothea-Skulpturengruppe (1833–1866) von Carl Steinhäuser
- Säulenbrunnen
- Weinbrenner-Tempel
- Großherzog-Karl-Friedrich-Denkmal
- Seepferd-Brunnen

Zur neueren Gestaltung gehört der „Blaue Strahl“, ein Band aus blauen Majolika-Fliesen zwischen Schlossturm und Majolika-Manufaktur, und ein 2015 aufgestellter Bronze-Stuhl von Stefan Strumbel.

## Nutzung
Der Schlossgarten ist als Naherholungsfläche zugänglich. Die Rasenflächen dürfen betreten werden. Mit seiner Größe, zentralen Lage und gepflegten Gestaltung dient er regelmäßig als Veranstaltungsort für zum Teil große und mehrtägige Veranstaltungen:
- Stadtjubiläen
- Opern-Aufführungen[13]
- Bier-Börse[14]
- Mittelalterlich Phantasie Spectaculum